# Římskokatolická farnost Tasovice
Římskokatolická farnost Tasovice je územní společenství římských katolíků s farním kostelem Nanebevzetí Panny Marie ve znojemském děkanství.

## Historie farnosti
Psaná historie obce začíná datem 12. července 1234, kdy král Václav I. daroval části obce Tasovice, Hodonice a Výrovice Louckému klášteru. Klášter začal od té doby využívat svého práva a dosazoval své řeholníky na tasovický farní úřad. Tasovice byly původně českou obcí, během staletí docházelo k postupnému poněmčování obce. Po druhé světové válce bylo německé obyvatelstvo obce odsunuto.

## Klement Maria Hofbauer
Rodákem z Tasovic je Klement Maria Hofbauer, redemptorista, který byl v roce 1909 svatořečen. Na místě jeho rodného domku byl v roce 1933 postaven kostel, který je mu zasvěcen.

## Duchovní správci
Farnost spravují redemptoristé. Farářem byl od 1. července 2009 P. Mgr. Tomasz Waściński, CSsR. Toho od začátku července 2017 vystřídal dosavadní farní vikář P. Mgr. Jan Sokulski, CSsR.

## Bohoslužby
| Kostel                           | Místo    | Bohoslužba (den)     | Hodina                                                   | Poznámka        |
| -------------------------------- | -------- | -------------------- | -------------------------------------------------------- | --------------- |
| Nanebevzetí Panny Marie          | Tasovice | neděle pondělí pátek | 11.00 18.00 (SEČ)/19.00 /(SELČ) 18.00 (SEČ)/19.00 (SELČ) | farní kostel    |
| svatého Klementa Maria Hofbauera | Tasovice |                      |                                                          | filiální kostel |

## Aktivity ve farnosti
Dnem vzájemných modliteb farností za bohoslovce a bohoslovců za farnosti brněnské diecéze je 11. březen. Adorační den připadá na 22. srpen.
Ve farnosti se pravidelně koná tříkrálová sbírka, v roce 2014 se při ní vybralo 35 608 korun, , v roce 2015 pak 36 391 korun.  V roce 2017 činil její výtěžek 13 165 korun.
Ve farnosti probíhá výuka náboženství, existuje společenství seniorů a mládeže (svatí puberťáci). 